# Ulf Palme
Ulf Palme  (* 18. Oktober 1920 in Stockholm; † 12. Mai 1993 in Ingarö) war ein schwedischer Schauspieler.

## Karriere
Palme studierte von 1942 bis 1945 an der Dramatens elevskola. Sein Schauspieldebüt gab er 1942 am Königlichen Dramatischen Theater in August Strindbergs Svanevit.
Ab 1945 folgten zahlreiche Rollen in schwedischen Film- und Fernsehproduktionen. Wiederholt arbeitete er mit dem Regisseur Alf Sjöberg zusammen.
1956 wurde er mit dem Svenska Dagbladets Thalia-Preis ausgezeichnet. 1960 erhielt er ein O’Neill-Stipendium.

## Privatleben
Palme war von 1953 bis 1963 mit der Italienerin Anna Maria Larussa verheiratet. Aus der Ehe ging die Tochter Beatrice Palme (* 1960) hervor, die später ebenfalls Schauspielerin wurde. In zweiter Ehe war Palme von 1984 bis zu seinem Tod mit der Opernsängerin Laila Andersson-Palme verheiratet.
Ulf Palme war ein Cousin des Politikers Olof Palme.

## Filmografie (Auswahl)
- 1945: Svarta rosor
- 1945: Den allvarsamma leken
- 1946: Möte i natten
- 1946: Das Mädchen vom Germundshof (Driver dagg faller regn)
- 1947: Krigsmans erinran
- 1947: Verbrechen im Tageslicht (Brott i sol)
- 1948: På dessa skuldror
- 1949: Gefängnis (Fängelse)
- 1949: Människors rike
- 1949: Rya-Rya – Nur eine Mutter (Bara en mor)
- 1950: Das Mädchen mit den Hyazinthen (Flicka och hyacinter)
- 1950: Medan staden sover
- 1950: Menschenjagd (Sånt händer inte här)
- 1951: Fräulein Julie (Fröken Julie)
- 1951: Bärande hav
- 1953: Barabbas – Der Mann im Dunkel (Barabbas)
- 1954: Gud fader och tattaren
- 1954: Karin Mansdotter (Karin Månsdotter)
- 1954: Ung man söker sällskap
- 1954: Herrn Arnes Schatz (Herr Arnes penningar)
- 1955: Vildfåglar
- 1955: Frauenträume (Kvinnodröm)
- 1956: Die blonde Hexe (La sorcière)
- 1956: Tarps Elin
- 1958: Kvinna i leopard
- 1960: Der Richter (Domaren)
- 1962: Verrat auf Befehl (The Counterfeit Traitor)
- 1963: Kurragömma
- 1963: Amore in Stockholm (Il diavolo)
- 1966: Heja Roland!
- 1966: Hier hast du dein Leben (Här har du ditt liv)
- 1967: Tvärbalk
- 1968: Doktor Glas
- 1968: Flickorna
- 1970: Das rote Zimmer (Röda rummet, Miniserie, 9 Episoden, Stimme)
- 1970: Rötmånad
- 1971: Lockfågeln
- 1972: The Day the Clown Cried (unvollendet)
- 1973: Smutsiga fingrar
- 1973: Ett köpmanshus i skärgården (Miniserie, 5 Episoden)
- 1974: Engeln (Miniserie, 4 Episoden)
- 1975: Fru Inger til Østråt
- 1976: Engeln II (Miniserie, 3 Episoden)
- 1976: Drömmen om Amerika (Stimme)
- 1977: Bang!
- 1980: Marmeladupproret